# Troy (Maine)
Troy – miasto w Stanach Zjednoczonych, w stanie Maine, w hrabstwie Waldo.